# Eleição municipal de Teresópolis em 2024
A eleição municipal da cidade brasileira de Teresópolis em 2024 ocorreu no dia 6 de outubro (primeiro turno) com o objetivo de eleger um prefeito, um vice-prefeito e 12 vereadores responsáveis pela administração da cidade no mandato a se iniciar em 1° de janeiro de 2025 e com término em 31 de dezembro de 2028. Como o município não possui 200 mil eleitores, a disputa foi realizada em turno único. O prefeito titular era Vinicius Claussen, do PL, eleito pelo PSC em 2020. Pela legislação eleitoral, por estar em seu segundo mandato, Claussen não esteve apto para disputar a reeleição.
No primeiro turno, realizado em 6 de outubro, Leonardo Vasconcellos, candidato pelo UNIÃO, foi eleito com 25.186 votos (28,09% dos votos válidos), seguido de Júlio Rocha, pelo Agir, que recebeu 24.788 votos (27,64%), e Mário Tricano, pelo PP, que obteve 24.417 votos (27,23%). Pela Câmara Municipal, Rangel, do PP, foi o vereador mais votado da cidade, com 1.806 votos (1,95% dos votos válidos); os partidos que mais obtiveram cadeiras na câmara legislativa foram PL, PRTB e UNIÃO, com três cada.

## Calendário eleitoral
| Início        | Fim           | Atividades | Status    |
| ------------- | ------------- | --- | --------- |
| 7 de março    | 5 de abril    | Janela partidária para vereadores trocarem de partido visando concorrer às eleições sem perder o mandato. | Realizado |
| 6 de abril    | 6 de abril    | Data-limite para todas as legendas e federações partidárias obterem o registro dos estatutos no TSE e para todos os candidatos terem domicílio eleitoral na circunscrição em que desejam disputar as eleições com a filiação deferida pelo partido. | Realizado |
| 15 de maio    | 15 de maio    | Início da campanha de arrecadação prévia de recursos na modalidade de financiamento coletivo para pré-candidatos, sem realização de pedidos de voto e obedecendo a regras relativas à propaganda eleitoral na Internet.                             | Realizado |
| 20 de julho   | 5 de agosto   | Realização de convenções partidárias para deliberar sobre coligações e escolher candidatos às prefeituras e aos cargos de vereador. Os partidos têm até 15 de agosto para registrar os nomes na Justiça Eleitoral.                                  | Realizado |
| 16 de agosto  | 16 de agosto  | Início das campanhas eleitorais de forma igualitária, podendo qualquer publicidade ou manifestação com pedido explícito de voto antes da data ser considerada irregular e multada.                                                                  | Realizado |
| 30 de agosto  | 3 de outubro  | Veiculação da propaganda eleitoral gratuita no rádio e na televisão. | Realizado |
| 6 de outubro  | 6 de outubro  | Realização do primeiro turno das eleições municipais. | Realizado |
| 11 de outubro | 25 de outubro | Veiculação da propaganda eleitoral gratuita no rádio e na televisão para o segundo turno. | Realizado |
| 27 de outubro | 27 de outubro | Realização de um eventual segundo turno nas cidades com mais de 200 mil eleitores em que o candidato a prefeito mais votado não tenha atingido a metade mais um dos votos válidos.                                                                  | Realizado |

## Candidatos à prefeitura
| Nº | Prefeito  | Prefeito              | Prefeito            | Prefeito                                                                  | Vice-prefeito(a) | Vice-prefeito(a) | Vice-prefeito(a)  | Vice-prefeito(a)    | Vice-prefeito(a)                           | Coligação                                                                                       | Ref.               |
| Nº | Candidato | Candidato             | Partido Federação   | Cargos relevantes                                                         | Candidato(a)     | Candidato(a)     | Candidato(a)      | Partido Federação   | Cargos relevantes                          | Coligação                                                                                       | Ref.               |
| -- | --------- | --------------------- | ------------------- | ------------------------------------------------------------------------- | ---------------- | ---------------- | ----------------- | ------------------- | ------------------------------------------ | ----------------------------------------------------------------------------------------------- | ------------------ |
| 11 |           | Tricano               | PP                  | - Prefeito de Teresópolis (1989–1993; 1997–2003; 2017–2018); - Empresário |                  |                  | Rico Portilho     | PP                  | - Empresário                               | Avante para o Progresso PP e Avante                                                             | [ 7 ] [ 8 ] [ 9 ]  |
| 22 |           | Alex Castellar        | PL                  | - Assessor especial do Governo do Estado do Rio de Janeiro                |                  |                  | Davi Serafim      | PSD                 | - Servidor público municipal               | Teresópolis Unida e Mais Forte PL, PSD, Republicanos, NOVO, Solidariedade e Fed. PSDB Cidadania | [ 9 ] [ 10 ]       |
| 36 |           | Júlio Rocha           | Agir                | - Deputado estadual do Rio de Janeiro (2023–presente)                     |                  |                  | Dr. Maurílio      | PRD                 | - Médico                                   | Por Uma Teresópolis Restaurada e Diferente Agir, PRD e MDB                                      | [ 9 ] [ 11 ]       |
| 44 |           | Leonardo Vasconcellos | UNIÃO               | - Vereador De Teresópolis (2017-2024)                                     |                  |                  | Dra. Afaf Ribeiro | DC                  | - Vice-Prefeita De Teresópolis (2005-2008) | Teresópolis Pode Muito Mais UNIÃO, DC, PDT, PRTB e PMB                                          | [ 8 ] [ 9 ] [ 12 ] |
| 50 |           | Beique San            | PSOL Fed. PSOL REDE | - Trabalhador de construção civil                                         |                  |                  | Mônica Medrado    | PSOL Fed. PSOL REDE | - Servidora pública civil                  | Coligação Teresópolis Popular Fed. PSOL REDE e FE Brasil (PT, PCdoB e PV)                       | [ 9 ] [ 13 ]       |

## Resultados

### Prefeito
| Fonte: TSE              | Fonte: TSE                    | Fonte: TSE                      | Fonte: TSE                          | Fonte: TSE                          |
| Candidato a prefeito    | Candidato a prefeito          | Candidato(a) a vice-prefeito(a) | Primeiro turno 6 de outubro de 2024 | Primeiro turno 6 de outubro de 2024 |
| Candidato a prefeito    | Candidato a prefeito          | Candidato(a) a vice-prefeito(a) | Votação                             | Votação                             |
| Candidato a prefeito    | Candidato a prefeito          | Candidato(a) a vice-prefeito(a) | Total                               | Porcentagem                         |
| ----------------------- | ----------------------------- | ------------------------------- | ----------------------------------- | ----------------------------------- |
|                         | Leonardo Vasconcellos (UNIÃO) | Dra. Afaf Ribeiro (DC)          | 25.186                              | 28,09%                              |
|                         | Júlio Rocha (Agir)            | Dr. Maurílio (PRD)              | 24.788                              | 27,64%                              |
|                         | Tricano (PP)                  | Rico Portilho (PP)              | 24.417                              | 27,23%                              |
|                         | Alex Castellar (PL)           | Davi Serafim (PSD)              | 12.114                              | 13,51%                              |
|                         | Beique San (PSOL)             | Mônica Medrado (PSOL)           | 3.161                               | 3,53%                               |
| Total de votos válidos  | Total de votos válidos        | Total de votos válidos          | 89.666                              | 90,78%                              |
| → Votos em branco       | → Votos em branco             | → Votos em branco               | 3.441                               | 3,48%                               |
| → Votos nulos           | → Votos nulos                 | → Votos nulos                   | 5.670                               | 5,74%                               |
| Total de votos          | Total de votos                | Total de votos                  | 98.777                              | 74,29%                              |
| → Abstenções            | → Abstenções                  | → Abstenções                    | 34.192                              | 25,71%                              |
| Eleitores aptos a votar | Eleitores aptos a votar       | Eleitores aptos a votar         | 132.969                             | 100%                                |

### Vereadores eleitos
| Candidato(a) | Candidato(a)      | Partido       | Votos | %     |
| ------------ | ----------------- | ------------- | ----- | ----- |
|              | Rangel            | PP            | 1.806 | 1,95% |
|              | Fidel Faria       | UNIÃO         | 1.732 | 1,89% |
|              | Fabinho Filé      | PDT           | 1.648 | 1,80% |
|              | Paulinho Nogueira | PL            | 1.641 | 1,79% |
|              | Marcia Valentim   | PRTB          | 1.627 | 1,78% |
|              | Dudu do Resgate   | DC            | 1.528 | 1,67% |
|              | Bruninho Almeida  | PRTB          | 1.521 | 1,66% |
|              | André do Gás      | PP            | 1.500 | 1,64% |
|              | Mauricio Lopes    | Republicanos  | 1.416 | 1,55% |
|              | Cacau Repórter    | UNIÃO         | 1.397 | 1,53% |
|              | Vitinho           | NOVO          | 1.375 | 1,50% |
|              | Dr. Amorim        | UNIÃO         | 1.326 | 1,45% |
|              | Luciano Santos    | DC            | 1.301 | 1,42% |
|              | Sandrinho         | PL            | 1.290 | 1,41% |
|              | Diego Barbosa     | Solidariedade | 1.174 | 1,28% |
|              | Calé              | PL            | 963   | 1,05% |
|              | Hygor Faraco      | Agir          | 944   | 1,03% |
|              | Professora Amanda | Republicanos  | 943   | 1,03% |
|              | João Miguel       | PRTB          | 934   | 1,02% |
|              | Erika Marra       | PMB           | 917   | 1%    |
|              | Caio              | Avante        | 815   | 0,89% |